# Beiral do Lima
Beiral do Lima é uma povoação portuguesa sede da Freguesia de Beiral do Lima do Município de Ponte de Lima, freguesia com 5,58 km² de área e 500 habitantes (censo de 2021), tendo, por isso, uma densidade populacional de 89,6 hab./km².

## Demografia
A população registada nos censos foi:
| Distribuição da População por Grupos Etários | Distribuição da População por Grupos Etários | Distribuição da População por Grupos Etários | Distribuição da População por Grupos Etários | Distribuição da População por Grupos Etários |
| -------------------------------------------- | -------------------------------------------- | -------------------------------------------- | -------------------------------------------- | -------------------------------------------- |
| Ano                                          | 0-14 Anos                                    | 15-24 Anos                                   | 25-64 Anos                                   | > 65 Anos                                    |
| 2001                                         | 116                                          | 128                                          | 360                                          | 163                                          |
| 2011                                         | 44                                           | 63                                           | 307                                          | 144                                          |
| 2021                                         | 36                                           | 30                                           | 262                                          | 172                                          |